# Eva ultima
Eva ultima è un romanzo fantastico-fantascientifico del 1923 di Massimo Bontempelli. Scritta in origine come opera teatrale probabilmente tra il 1918 e il 1919 ma mai rappresentata, venne riadattata in romanzo.
Ispirato dai dipinti dell'amico Giorgio de Chirico, Bontempelli riscrive con questa sua opera l'Eva futura di Auguste de Villiers de L'Isle-Adam, invertendo i ruoli: ora è una donna a innamorarsi di un automa, suo uomo ideale.

## Storia editoriale
Il testo nacque come pièce teatrale composta tra il 1919 e il 1920 ed è rimasta inedita in questa forma fino al XXI secolo.
La prima edizione come romanzo in volume è del 1923.
L'edizione critica della versione teatrale è del 2020, a cura di Irene Bertelloni.
Un autografo del copione è conservato alla Research Library del Getty Research Institute di Los Angeles.
Il testo è stato tradotto in francese e rumeno.

## Trama
Eva, giovane borghese, giunge a una fiera di paese e incontra l'enigmatico Evandro. Evandro la invita a seguirlo in «un mondo fuori dal mondo» popolato da figure mascherate.
Durante un banchetto notturno Evandro anima Bululù, marionetta perturbante definita «nipotino di Dio», che dialoga con Eva di libero arbitrio e identità. L'indovina del villaggio profetizza alla ragazza che «sarà Regina» ma anche prigioniera del nuovo regno, lasciando presagire il conflitto fra volontà e destino.
In una lunga processione allegorica, Evandro offre a Eva «la corona dei regni metafisici» e proclama la fusione fra carne e artificio. La festa degenera quando le marionette si ribellano: Bululù osserva che «niente può fare un salto», mettendo in crisi l'ordine voluto dal creatore.
Smarrita, Eva fugge nel «folto degli abeti» e ritrova Evandro. È qui che l'uomo svela la propria natura di automa superiore, incapace di provare sentimenti: «Io sono io, e basta». La rivelazione costringe la protagonista a scegliere tra l'abbraccio dell'artificio e il ritorno alla realtà umana.
Eva rifiuta la metamorfosi. Al termine, viene mostrata sola sul margine del mercato: il giorno ricomincia con la processione del 7 maggio, lasciando irrisolto se l'avventura sia stata sogno o realtà.

## Personaggi
EvaGiovane visitatrice della fiera, attratta da un «mondo fuori dal mondo».
EvandroFigura ambigua, automa “superiore” che guida Eva nei regni metafisici.
BululùMarionetta senziente, «nipotino di Dio», simbolo della scissione fra uomo e oggetto.
IndovinaProfetizza il destino regale (e prigioniero) di Eva.
Il FilosofoCommentatore ironico del banchetto, voce scettica.

## Critica
Simona Storchi legge Eva ultima alla luce dell'estetica della pittura di Giorgio de Chirico: mette in evidenza l'ambientazione "metafisica" popolata di manichini e marionette che svuotano l'identità umana. 
Giuseppe Sandrini sottolinea la struttura ibrida romanzo-copione, con dialoghi impaginati come in un testo teatrale, eredità delle sperimentazioni d'avanguardia del dopoguerra.
L'edizione critica 2020 di Irene Bertelloni restituisce l'originaria stesura scenica e colloca l'opera fra le nuove esperienze teatrali del primo ventennio del Novecento.

## Edizioni
- Eva ultima, Roma, Alberto Stock, 1923.
- Eva ultima: racconto, 2ª ed., A. Mondadori, 1924.
- Eva ultima: racconto, A. Mondadori, 1932.
- Eva ultima, in Due favole metafisiche, Racconti di Massimo Bontempelli n.3, Arnoldo Mondadori Editore, 1940.
- Eva ultima, prefazione di Paolo Pinto, Roma, Lucarini, 1988, ISBN 88-7033-289-6.
- Irene Bertelloni (a cura di), Eva ultima, Lucca, Maria Pacini Fazzi Editore, 2020, ISBN 978-88-6550-763-6.

### Traduzioni
- (RO) Eva ultima. Proza, traduzione di Constanta Tanasescu, prefazione di Edgar Papu, vol. 1, Bucarest, Pentru Literatura, 1969.[21]
- (FR) Ève ultime. Suivi de Ma vie, mort et miracles, collana Les derniers mots, traduzione di [non indicato], prefazione di Gérard-Georges Lemaire, Paris, Christian Bourgois Éditeur, 1992, ISBN 978-2-267-00880-7.[22]